# مقام إبراهيم (برزة)
مقام إبراهيم الخليل في برزة  يقع في سفح جبل قاسيون في منطقة برزة إلى الشمال من دمشق في الجمهورية العربية السورية، وهو عبارة عن مسجد مصغر في داخله مغارة ضيقة وعميقة، يقال أن النبي إبراهيم الخليل اختبأ فيها أشهرا وهو في طريقه من سوريا إلى فلسطين، كما يقال في رواية أخرى وحسب بعد المصادر أن إبراهيم الخليل ولد في هذه المغارة.
و قد كانت تأتي إليه الوفود من كل أنحاء دمشق وغوطتها ومن مناطق أخرى بأعداد كبيرة جالبة الهدايا بمهرجان عظيم كان يدعى «جمعة برزة» أو «النوبة» [بحاجة لمصدر]، حيث تقدم عروض الشيش والخيل المدهشة وتقدم طبخةالهريسة لكل الحاضرين وتقام الاحتفالات.
تؤكد الروايات التاريخية بأن النبي إبراهيم الخليل وحسب الدلائل التاريخية بأنه قد مر بهذا المكان وهذا يتناسب مع المنطق ويسلم نسبيا بما يعرف بتواتر هذه المعلومات منذ القدم وعبر الاجيال، حيث أن إبراهيم الخليل مر من هنا وهذا منطقي، حيث مر في تنقله ومسيره من حران في الجزيرة السورية إلى فلسطين، وهذا ما ذكر في كتب التاريخ، وما يؤكذ صحة ذلك أن مدينة دمشق كانت في ذلك الزمان أكبر المدن والمراكز المعروفة في تلك الحقبة التاريخية، وبرزة تقع على تخوم دمشق، وقد عرف الموقع والكهف أو المغارة واشتهر عبر كافة الحضارات بما فيها حضارة الرومان.